# Taphroceroides
Taphroceroides es un género de escarabajos de la familia Buprestidae.

## Especies
- Taphroceroides curlettii Brûlé, 2012[2]
- Taphroceroides guyanensis Brûlé, 2012[2]
- Taphroceroides mimeticus Hespenheide, 2008[3]